# 金坑站 (广州)
金坑站为广州地铁21号线的一个车站，位于中國廣東省广州市黃埔區廣汕公路東南側，向阳村与银岭村交界的地块內。车站于2019年12月20日随21号线剩余段开通而启用。

## 車站結構

### 车站楼层
本站共有兩层，地面为車站站廳、出入口，公交站場和停車場，车站附近为廣汕公路，向阳村、银岭村和黄屋村。地上二層為月台層，地上三层为设备区。
| 地上三层 | 设备区   | 车站设备                                                 |  |  |
| 地上二层 | 4 站台   | █21号线 天河公园方向（下站：长平）                       |  |  |
|          | 岛式站台 |                                                          |  |  |
|          | 2 站台   | █21号线 天河公园方向（下站：长平）                       |  |  |
|          | 1 站台   | █21号线 增城广场方向（下站：镇龙西）                     |  |  |
|          | 岛式站台 |                                                          |  |  |
|          | 3 站台   | █21号线 增城广场方向（下站：镇龙西）                     |  |  |
| 地面     | 站厅     | 售票機、客服中心、商店、警务室、安检设施、卫生间、母婴室 |  |  |

### 站厅

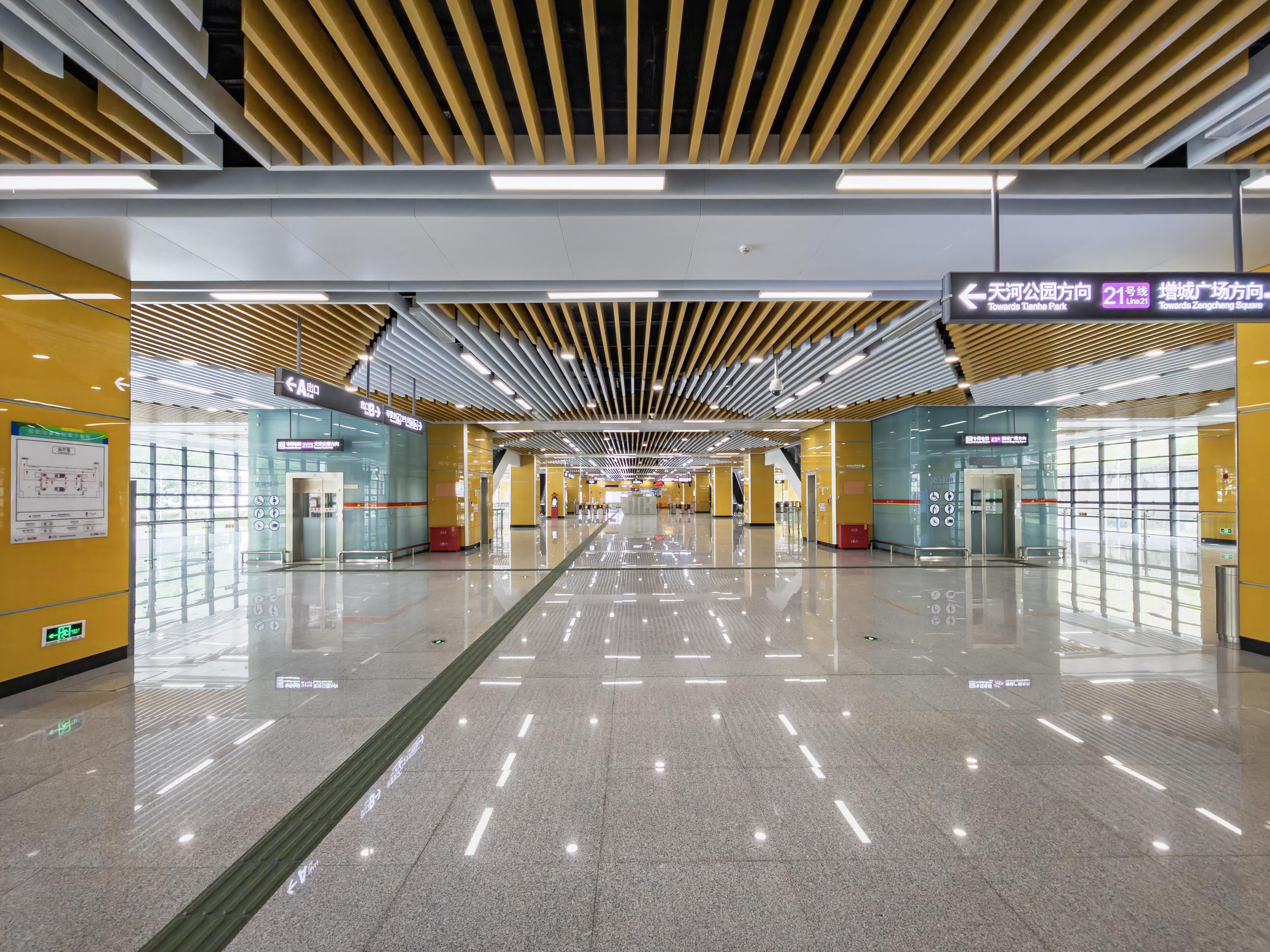
站厅

金坑站站厅設有售票機、自动售卡/充值机、客務中心；同时设有自动售卖机。
为方便行人进出，目前站厅中部被划分为收费区，收费区内前往两个月台各自设有多组扶手电梯、楼梯和一台专用电梯供乘客前往。
本站的卫生间设于B出入口旁，母婴室则设于站厅非付费区东北侧。

### 月台
本站在廣汕公路東南側地块內上空设有两个並排的岛式月台。两个岛式月台均设有空调候车室。
本站作為21號線的快慢車越行站，因此設有四條路軌。靠近內側的兩個站台分別獲編為1號及2號月台；外側的兩個站台則分別獲編為3號及4號月台。當有快車經1號或2號月台通過金坑站時，增城廣場方向的各站停列車會於3號月台待避，而天河公园方向的各站停列車會於4號月台待避。
在21號線后通段開通初期，所有列車均會經內側的的1號及2號站台停靠，或越行過站。直到2020年初疫情特别安排及同年4月运行调整后，部分快車会在本站越行過站，同时普通车会在3号及4号站台待避。
另外，本站往增城广场方向一端的正线处设有一条渡线。

### 出入口
金坑站目前设有2个出入口，均设有盲道及轮椅坡道。
|                                 |                                  |      |          |                                                                  |
| 編號                            | 设施                             | 照片 | 出口指示 | 建議前往的目的地                                                 |
| A                               | 盲道标志 · 无障碍通道标志 · 同层 |      | 广汕公路 |                                                                  |
| B                               | 盲道标志 · 无障碍通道标志 · 同层 |      | 广汕公路 | 金坑黄屋路、地铁金坑站公交车站（东行）、澳洲山庄公交车站（西行） |
| 註： 設有 \| 設有 \| 設於同一層 |                                  |      |          |                                                                  |

## 接驳交通
金坑站旁的B出入口设有地铁金坑站公交车站，但该公交车站仅限广汕公路西往东方向，如需乘坐广汕公路东往西方向的公交，则需要前往距离车站350米的澳洲山庄公交车站。
| 公交（地铁金坑站、澳洲山庄站） \| 编号 \| 编号 \| 线路 \| 线路 \| 线路 \| 收费 \| 备注 \| \| ---- \| ---- \| -------- \| ---- \| ------------------------ \| ---- \| ---------------- \| \| \| 345 \| 家和天曜 \| ⇆ \| 知识城南（地铁何棠下站） \| 3元 \| 不大于15–30分/班 \| |      |          |      |                          |      |                  |
| 编号 | 编号 | 线路     | 线路 | 线路                     | 收费 | 备注             |
| | 345  | 家和天曜 | ⇆    | 知识城南（地铁何棠下站） | 3元  | 不大于15–30分/班 |

## 歷史
在21號線初期規劃中，並沒有設置本站。後來於本站現時位置增設車站，並命名為金坑站。2018年3月，廣州地鐵集團向廣州市民政局地名委員會申報21号线车站沿线站名，本站名稱維持不變，并于同年8月正式获批。
2016年1月2日，本站首板混凝土完成浇注。
2018年11月9日，本站与长平站通过工程验收；2019年3月31日，本站完成“三权”移交。同年12月20日，随21号线剩余段开通而启用。
2020年初，受疫情影响，本站在平峰时段会作为21号线全线唯一的越行站，外側的兩個站台供各站停列車停靠以及待避，內側站台供快車越行過站，本站外侧两个站台因此贴上了指引，LED显示屏增加了外侧站台的候车信息，值得注意的是，在此之前，本站外侧两个站台没有获得站台编号且LED显示屏无外侧两站台的信息。

## 轶事
2019年12月17日，金坑站被广东省住房和城乡建设厅授予“三星级绿色建筑设计标识证书”，达到中国绿色建筑评估标准中的最高级别，成为中國大陸城市轨道交通正线首个获此证书的车站。